# Sippar
Sippar (en sumeri: 𒌓𒄒𒉣𒆠, Zimbir) va ser una ciutat estat de Mesopotàmia que al començament de la civilització sumèria va exercir per un temps l'hegemonia, que va perdre davant de la ciutat de Xuruppak. Es trobava a la riba oriental de l'Eufrates al lloc de la moderna Tell Abu Habbah, governació de Babil a l'Iraq, a uns 60 km al nord de Babilònia i 30 km al sud-est de Bagdad.
Va ser una part de dues ciutats separades pel riu. Sippar estava a l'est i la seva bessona Sippar-Amnanum, a l'oest. S'han trobat restes que remuntes al primer període d'Uruk, però fins al Període dinàstic arcaic, al tercer mil·lenni els signes no es fan notables. La ciutat va subsistir fins al temps dels parts cap a l'inici de l'era comuna. El seu déu tutelar era Utu, el déu del sol, en accadi Xamaix, i el seu temple s'esmenta com E-babbara (𒂍𒌓𒌓𒊏), que significa "casa blanca". S'ha suggerit que podria ser la bíblica Sefarvaim de l'Antic Testament.
La llista de reis sumeris dona el nom d'un rei, En-Men-Dur-Ana de Zimbir, que va governar abans del diluvi durant 21.000 anys, però no s'ha trobat cap referència real d'aquestos reis. Va seguir la història general de Sumer, amb les successives hegemonies. Només s'esmenta com a fet local destacat la rebel·lió contra Accad de l'any 2260 aC. En el seu 29è any el rei Sumu-la-El de Babilònia diu que havia construït la muralla de Sippar. Anys després Hammurabi també diu que va fundar les muralles de Sippar en el seu 23è any i assegura que s'hi va treballar fins al seu 43è any; el seu successor a Babilònia, Samsuiluna, va treballar en les muralles en el seu primer any. Nabucodonosor II i Nabònides esmenten que van fer reparacions al temple de Xamaix anomenat E-babbara. Nabucodonosor hauria construït una reserva d'aigua a la vora segons l'escriptor Abidè (Abydenos). Plini el Vell diu que a Nippur hi havia la secta o escola dels caldeus, els hipparens, i es sospita que el nom està relacionat amb Sippar perquè les altres dues sectes o escoles dels caldeus porten noms de ciutats: els urquenis/orquenis d'Uruk i els borsippens de Borsippa.
Hormuzd Rassam la va excavar entre l'any 1880 i el 1881 a càrrec del Museu Britànic i es van trobar milers de tauletes. No es va prendre nota del lloc on es trobaven i la seva interpretació resulta difícil. Altres tauletes han aparegut també al mercat negre i no se sap on van ser trobades. El 1894 hi va treballar Jean-Vincent Scheil. Un equip belga hi va treballar de 1972 a 1973 i iraquians del College of Arts of the University of Baghdad, dirigits per Walid al-Jadir i Farouk al-Rawi, hi van excavar des de 1977, i des de 2000 auxiliats per un equip de l'Institut d'Arqueologia d'Alemanya. A la ciutat de Sippar va ser on es va trobar el codi d'Hammurabi que contenia 282 lleis. També a les seves biblioteques s'hi van trobar fins a 60.000 tauletes en escriptura cuneïforme.